# Gaffelbuk (dyr)
 For alternative betydninger, se Gaffelbuk. (Se også artikler, som begynder med Gaffelbuk)
Gaffelbukken (Antilocapra americana) er den eneste art i slægten Antilocapra, som tillige er den eneste slægt i familien Antilocapridae. Dyret når en længde på 1-1,5 m med en hale på 7,5-18 cm og en vægt på 36-70 kg. Den lever i det vestlige og centrale Nordamerika. Den lever af planter. Om vinteren lever dyret i flokke på over 1000 individer, der dog splittes op om sommeren.